# Polypedilum
Polypedilum är ett släkte av tvåvingar som beskrevs av Jean-Jacques Kieffer 1912. Polypedilum ingår i familjen fjädermyggor.

## Dottertaxa tillPolypedilum, i alfabetisk ordning[1][2]
- Polypedilum aberufobrunneum
- Polypedilum abyssiniae
- Polypedilum acifer
- Polypedilum acutulum
- Polypedilum acutum
- Polypedilum aegyptium
- Polypedilum aequabe
- Polypedilum aethiopis
- Polypedilum aferum
- Polypedilum akani
- Polypedilum akipulcher
- Polypedilum akisplendens
- Polypedilum albiceps
- Polypedilum albicollum
- Polypedilum albicorne
- Polypedilum albicorpus
- Polypedilum albinodus
- Polypedilum albipalpus
- Polypedilum albiventris
- Polypedilum alboguttatum
- Polypedilum albonotatum
- Polypedilum albosignatum
- Polypedilum albulum
- Polypedilum allansoni
- Polypedilum alternans
- Polypedilum alticola
- Polypedilum amataura
- Polypedilum amoenum
- Polypedilum amplificatus
- Polypedilum amputatum
- Polypedilum anderseni
- Polypedilum angulum
- Polypedilum angustifoceps
- Polypedilum angustum
- Polypedilum anjarum
- Polypedilum annulatipes
- Polypedilum annulatum
- Polypedilum aparai
- Polypedilum apfelbecki
- Polypedilum apiaka
- Polypedilum apicale
- Polypedilum apicatum
- Polypedilum appendiculatum
- Polypedilum arara
- Polypedilum argentiniense
- Polypedilum aripuana
- Polypedilum artifer
- Polypedilum arua
- Polypedilum aruakan
- Polypedilum arudinetum
- Polypedilum arundineti
- Polypedilum asakawaense
- Polypedilum ascium
- Polypedilum astictum
- Polypedilum asurini
- Polypedilum atrichon
- Polypedilum atrinerve
- Polypedilum atroari
- Polypedilum australotropicus
- Polypedilum aviceps
- Polypedilum bakairi
- Polypedilum baniva
- Polypedilum barboyoni
- Polypedilum basilarum
- Polypedilum bellipes
- Polypedilum benokiense
- Polypedilum bergi
- Polypedilum bicoloratum
- Polypedilum bicrenatum
- Polypedilum bifalcatum
- Polypedilum bifurcatum
- Polypedilum bingoparadoxum
- Polypedilum bipustulatum
- Polypedilum bisetosum
- Polypedilum bispinum
- Polypedilum branquinho
- Polypedilum braseniae
- Polypedilum brevipalpe
- Polypedilum breviplumosum
- Polypedilum brumale
- Polypedilum brunneicorne
- Polypedilum brunneofasciatum
- Polypedilum buettikeri
- Polypedilum bulbocaudatum
- Polypedilum bullum
- Polypedilum californicum
- Polypedilum callimorphus
- Polypedilum canoeiro
- Polypedilum canum
- Polypedilum carib
- Polypedilum carijona
- Polypedilum castornama
- Polypedilum caudocula
- Polypedilum ceciliaeformis
- Polypedilum centisetum
- Polypedilum centralis
- Polypedilum chaudhurii
- Polypedilum chelum
- Polypedilum chiriguano
- Polypedilum chubetuabeum
- Polypedilum chubetubeceum
- Polypedilum chubetucedeum
- Polypedilum chubetudeeum
- Polypedilum chutteri
- Polypedilum ciliatum
- Polypedilum cinctum
- Polypedilum circulum
- Polypedilum clavatum
- Polypedilum clavigerum
- Polypedilum clavistylus
- Polypedilum coalitum
- Polypedilum cocama
- Polypedilum concomitatum
- Polypedilum consobrinum
- Polypedilum convexum
- Polypedilum convictum
- Polypedilum corniger
- Polypedilum crassiglobum
- Polypedilum crassistyla
- Polypedilum crassum
- Polypedilum crenulosum
- Polypedilum cultellatum
- Polypedilum cumberi
- Polypedilum cyclus
- Polypedilum czernyi
- Polypedilum dagombae
- Polypedilum daitoneoum
- Polypedilum decematoguttatum
- Polypedilum decemmaculatum
- Polypedilum declive
- Polypedilum deletum
- Polypedilum depile
- Polypedilum dewulfi
- Polypedilum dickebuschense
- Polypedilum digitifer
- Polypedilum digitulum
- Polypedilum dilatum
- Polypedilum dimidiatum
- Polypedilum distans
- Polypedilum dossenudum
- Polypedilum dubium
- Polypedilum dudichi
- Polypedilum dybasi
- Polypedilum edense
- Polypedilum edensis
- Polypedilum elgonatum
- Polypedilum elongatum
- Polypedilum ephippium
- Polypedilum epleri
- Polypedilum epomis
- Polypedilum esakii
- Polypedilum ewei
- Polypedilum exilicaudatum
- Polypedilum exsectum
- Polypedilum falciforme
- Polypedilum fallax
- Polypedilum fanjingensis
- Polypedilum fasciatipennis
- Polypedilum feridae
- Polypedilum festivipenne
- Polypedilum flagellatum
- Polypedilum flavescens
- Polypedilum flaviscapus
- Polypedilum flavoviride
- Polypedilum floridense
- Polypedilum fodiens
- Polypedilum freemani
- Polypedilum fulgidum
- Polypedilum fuscipenne
- Polypedilum fuscovittatum
- Polypedilum fuscum
- Polypedilum ge
- Polypedilum genesareth
- Polypedilum genpeiense
- Polypedilum ginzangeheum
- Polypedilum ginzanheium
- Polypedilum ginzanijeum
- Polypedilum ginzanprimum
- Polypedilum ginzansecundum
- Polypedilum ginzantertium
- Polypedilum glabripenne
- Polypedilum gladysae
- Polypedilum gomphus
- Polypedilum griseistriatum
- Polypedilum griseoguttatum
- Polypedilum griseopunctatum
- Polypedilum guarani
- Polypedilum hainanense
- Polypedilum halterale
- Polypedilum hamigerum
- Polypedilum harrisi
- Polypedilum harrisoni
- Polypedilum harteni
- Polypedilum hastaferum
- Polypedilum henicurum
- Polypedilum heptasticum
- Polypedilum heptatomum
- Polypedilum hexastictum
- Polypedilum hiroshimaense
- Polypedilum hirticoxa
- Polypedilum hirtiforceps
- Polypedilum hirtimanum
- Polypedilum humile
- Polypedilum illinoense
- Polypedilum incoloripenne
- Polypedilum infundibulum
- Polypedilum insolitum
- Polypedilum insulanum
- Polypedilum integrum
- Polypedilum intermedium
- Polypedilum irapirapi
- Polypedilum iricolor
- Polypedilum iridis
- Polypedilum iriofegeum
- Polypedilum iriogeheum
- Polypedilum isigabeceum
- Polypedilum isocerus
- Polypedilum japonicum
- Polypedilum javanum
- Polypedilum jawaperi
- Polypedilum jii
- Polypedilum johannseni
- Polypedilum jurana
- Polypedilum juruna
- Polypedilum kajapo
- Polypedilum kakumense
- Polypedilum kamajura
- Polypedilum karaja
- Polypedilum karyana
- Polypedilum kaxuyana
- Polypedilum kempi
- Polypedilum kibatiense
- Polypedilum kobotokense
- Polypedilum kuikuro
- Polypedilum kunigamiense
- Polypedilum kyotoense
- Polypedilum labeculosum
- Polypedilum laetipenne
- Polypedilum laetum
- Polypedilum laterale
- Polypedilum lateralum
- Polypedilum leei
- Polypedilum lehmanni
- Polypedilum lene
- Polypedilum leopoldi
- Polypedilum leucolabis
- Polypedilum leucopterum
- Polypedilum lichuanensis
- Polypedilum limnophilum
- Polypedilum limpidum
- Polypedilum lineatum
- Polypedilum litoralis
- Polypedilum lobiferum
- Polypedilum longicrus
- Polypedilum longinerve
- Polypedilum longisetum
- Polypedilum lotensis
- Polypedilum lucidum
- Polypedilum lumiense
- Polypedilum luteopedis
- Polypedilum luteum
- Polypedilum macrotrichum
- Polypedilum maculatum
- Polypedilum maculipes
- Polypedilum majiis
- Polypedilum majus
- Polypedilum malickianum
- Polypedilum marauia
- Polypedilum marsafae
- Polypedilum masudai
- Polypedilum medium
- Polypedilum medivittatum
- Polypedilum mehinaku
- Polypedilum melanophilum
- Polypedilum mellense
- Polypedilum miagense
- Polypedilum microzoster
- Polypedilum milnei
- Polypedilum misumaiquartum
- Polypedilum misumaitertium
- Polypedilum miyakoense
- Polypedilum mongollemeus
- Polypedilum monodentatum
- Polypedilum monostictum
- Polypedilum multiannulatum
- Polypedilum mundurucu
- Polypedilum nahukuwa
- Polypedilum nanulus
- Polypedilum natalense
- Polypedilum nigribasale
- Polypedilum nigritum
- Polypedilum nubeculosum
- Polypedilum nubens
- Polypedilum nubifer
- Polypedilum nubiferum
- Polypedilum nudiceps
- Polypedilum nudimanum
- Polypedilum numerus
- Polypedilum nymphaeorum
- Polypedilum nymphella
- Polypedilum obelos
- Polypedilum obliteratum
- Polypedilum obscurum
- Polypedilum obtusum
- Polypedilum octosema
- Polypedilum ogoouense
- Polypedilum okiflavum
- Polypedilum okiharaki
- Polypedilum okipallidum
- Polypedilum okueima
- Polypedilum ontario
- Polypedilum opacum
- Polypedilum ophioides
- Polypedilum opimum
- Polypedilum oresitrophum
- Polypedilum ornatipennis
- Polypedilum ornatipes
- Polypedilum palauense
- Polypedilum palliventre
- Polypedilum paludosum
- Polypedilum paraconvexum
- Polypedilum paranigrum
- Polypedilum parapicatum
- Polypedilum parascalaenum
- Polypedilum paraviceps
- Polypedilum pardus
- Polypedilum parthenogeneticum
- Polypedilum parviacumen
- Polypedilum parvum
- Polypedilum patulum
- Polypedilum paucisetum
- Polypedilum paulusi
- Polypedilum pavidum
- Polypedilum pedatum
- Polypedilum pedestre
- Polypedilum perturbans
- Polypedilum phre
- Polypedilum plautum
- Polypedilum ploenense
- Polypedilum ponapense
- Polypedilum praegnans
- Polypedilum prasiogaster
- Polypedilum prolixipartum
- Polypedilum prominens
- Polypedilum pruina
- Polypedilum pseudacifer
- Polypedilum pseudamoenum
- Polypedilum pseudoconvictum
- Polypedilum pseudoflagellatum
- Polypedilum pseudoiris
- Polypedilum pseudomasudai
- Polypedilum pseudoscalaenum
- Polypedilum pseudosordens
- Polypedilum pterospilus
- Polypedilum pulchripes
- Polypedilum pulchrum
- Polypedilum pullum
- Polypedilum pumilio
- Polypedilum purimanus
- Polypedilum purus
- Polypedilum pygmaeum
- Polypedilum quadrifarium
- Polypedilum quadriguttatum
- Polypedilum quadrimaculatum
- Polypedilum quinqueguttatum
- Polypedilum quinquesetosum
- Polypedilum ramiferum
- Polypedilum rufomarginalis
- Polypedilum sabbuhi
- Polypedilum saetheri
- Polypedilum saetosum
- Polypedilum sagittiferum
- Polypedilum sahariense
- Polypedilum salavoni
- Polypedilum salwiti
- Polypedilum sate
- Polypedilum sauteri
- Polypedilum scalaenulus
- Polypedilum scalaenum
- Polypedilum scirpicola
- Polypedilum scutellare
- Polypedilum seorsum
- Polypedilum shangujuensis
- Polypedilum shirokanense
- Polypedilum siamensis
- Polypedilum sibadeeum
- Polypedilum sibiricum
- Polypedilum sidoniensis
- Polypedilum silhouettarium
- Polypedilum simantoheium
- Polypedilum simantoijeum
- Polypedilum simantokeleum
- Polypedilum simantomaculatum
- Polypedilum simulans
- Polypedilum simulator
- Polypedilum solimoes
- Polypedilum sordens
- Polypedilum spadix
- Polypedilum sparganii
- Polypedilum spathum
- Polypedilum spinalveum
- Polypedilum spinibojum
- Polypedilum stephani
- Polypedilum stictopternum
- Polypedilum stictopterus
- Polypedilum stratiotis
- Polypedilum stuckenbergi
- Polypedilum subconfluens
- Polypedilum subovatum
- Polypedilum subscultellatum
- Polypedilum subulatum
- Polypedilum sulaceps
- Polypedilum surugense
- Polypedilum suturalis
- Polypedilum takaoense
- Polypedilum tamagohanum
- Polypedilum tamagoryoense
- Polypedilum tamahamurai
- Polypedilum tamaharaki
- Polypedilum tamahinoense
- Polypedilum tamahosohige
- Polypedilum tamanigrum
- Polypedilum tamasemusi
- Polypedilum tana
- Polypedilum tananense
- Polypedilum tenue
- Polypedilum tenuis
- Polypedilum tenuitarse
- Polypedilum tesfayi
- Polypedilum tetrachaetum
- Polypedilum tetracrenatum
- Polypedilum tetrasema
- Polypedilum tetrastictum
- Polypedilum tiberiadis
- Polypedilum tigrinum
- Polypedilum tirio
- Polypedilum titicacae
- Polypedilum tobadecima
- Polypedilum tobanona
- Polypedilum tobaoctavum
- Polypedilum tobaseptimum
- Polypedilum tobaundecima
- Polypedilum tochibicolor
- Polypedilum tokaraheium
- Polypedilum tokaraijeum
- Polypedilum tonnoiri
- Polypedilum tridens
- Polypedilum tridentatum
- Polypedilum trigonum
- Polypedilum trigonus
- Polypedilum trinimaculum
- Polypedilum tripunctum
- Polypedilum tristictum
- Polypedilum tritum
- Polypedilum trombetas
- Polypedilum tropicum
- Polypedilum trukense
- Polypedilum tuberculatum
- Polypedilum tuberculum
- Polypedilum tupi
- Polypedilum tusimageheum
- Polypedilum tusimaheium
- Polypedilum tusimaijeum
- Polypedilum txicao
- Polypedilum udominutum
- Polypedilum umayo
- Polypedilum unagiquartum
- Polypedilum uncinatum
- Polypedilum unifasciatum
- Polypedilum unifascium
- Polypedilum walleyi
- Polypedilum vanderplanki
- Polypedilum variegatum
- Polypedilum watsoni
- Polypedilum wayana
- Polypedilum vectum
- Polypedilum vespertinum
- Polypedilum vibex
- Polypedilum villcanota
- Polypedilum wirthi
- Polypedilum vogesiacum
- Polypedilum volselligum
- Polypedilum xamatari
- Polypedilum xavante
- Polypedilum xiborena
- Polypedilum xuei
- Polypedilum yakubeceum
- Polypedilum yakucedeum
- Polypedilum yakudeeum
- Polypedilum yammounei
- Polypedilum yanomami
- Polypedilum yapense
- Polypedilum yavalapiti
- Polypedilum yongsanense
- Polypedilum youngsanensis
- Polypedilum zavreli